# Modranka
Modranka (deutsch Modersdorf, ungarisch Vágmagyarád - 1888–1907 Modorfalva, älter Moderdorf) ist seit 1971 ein Stadtteil der slowakischen Stadt Trnava (deutsch Tyrnau). Der Ort liegt südlich der eigentlichen Stadt am linken Ufer der Trnávka, bildet eine 7,7 km² große Katastralgemeinde und hatte zum 31. Dezember 2022 2458 Einwohner.

## Geschichte
Modranka wurde zum ersten Mal 1258 als Megeret schriftlich erwähnt. 1273 schenkte Ladislaus IV. den Ort an die Stadt Tyrnau und gehörte zu ihr bis 1848. 1828 zählte man 101 Häuser und 728 Einwohner, die als Fuhrleute, Landwirte und Sticker beschäftigt waren, ab dem frühen 20. Jahrhundert war zudem Gemüseanbau verbreitet.
Bis 1918 gehörte der Ort im Komitat Pressburg zum Königreich Ungarn und kam danach zur neu entstandenen Tschechoslowakei. In der ersten tschechoslowakischen Republik arbeitete hier eine Ziegelei, in den 1930er Jahren gab es häufige Streiks. Nach der Volkszählung 1970, der letzten vor der Eingemeindung, wohnten 2836 Einwohner in der Gemeinde.

## Bauwerke und Denkmäler
- zweitürmige römisch-katholische Dreifaltigkeitskirche im Stil des Frühbarock aus den Jahren 1650–57 mit einer nördlich anschließenden barocken Kapelle aus dem Jahr 1767, gebaut nach dem Vorbild der Universitätskirche in Trnava

## Wirtschaft
Nordöstlich des Ortes befindet sich ein Teil der Autofabrik Trnava von Stellantis auf dem Gebiet der Katastralgemeinde. Südöstlich von Modranka kreuzen sich am Autobahnknoten Trnava die slowakische Autobahn D1 mit der Schnellstraße R1. An die R1 besteht Anschluss über die Anschlussstellen Trnava-sever (1) und Modranka (2).